# Fassmer FPB 18
Fassmer FPB 18 ist die Werftbezeichnung einer Baureihe von Zollkreuzern der Fassmer-Werft in Berne/Motzen, von der Mitte der 1990er-Jahre zwei Schiffe für die deutsche Zollverwaltung gebaut wurden.

## Einsatz
Die Schiffe werden von der Kontrolleinheit See der Bundeszollverwaltung in der Nord- und Ostsee für zoll- und steuerrechtliche Aufgaben eingesetzt. Daneben stehen sie auch der Küstenwache des Bundes zur Verfügung und werden im Bereich des Umwelt- und Fischereischutzes eingesetzt. Die Reichweite der Schiffe beträgt 300 Seemeilen.

## Technische Daten und Ausstattung
Die Schiffe werden von zwei MTU-Dieselmotoren (Typ: 8V 183 TE 92) mit je 440 kW Leistung angetrieben. Die Motoren wirken auf zwei Propeller. Die Schiffe erreichen eine Geschwindigkeit von 22 kn. 
An Bord der Schiffe wird ein Festrumpfschlauchboot als Bereitschaftsboot mitgeführt. Dieses kann über den bordeigenen Kran zu Wasser gelassen und wieder an Bord geholt werden.
Die Schiffe verfügen über zwei Decks mit einem geschlossenen Steuerstand. Sie sind für den Betrieb mit drei Besatzungsmitgliedern ausgelegt.

## Die Schiffe der Serie
| Bad Zwischenahn | 1510 | Wilhelmshaven | 1996 |
| Holnis          | 1511 | Flensburg     | 1996 |